# Círculo Deportivo y Cultural Tres de Mayo
Círculo Deportivo y Cultural Tres de Mayo Tenerife (deutsch: Sport- und Kulturbund 3. Mai Teneriffa) war ein spanischer Sportverein aus Santa Cruz de Tenerife. Die Männer-Handballsparte des Vereins spielte unter dem Namen Coronas Tres de Mayo von 1981 bis 1989 sowie 1990 bis 1991 in der ersten spanischen Liga.

## Geschichte
Der Verein wurde im Jahr 1968 gegründet. Im Jahr 1981 gelang dem Team nach einem Sieg gegen Canteras UD de Las Palmas der Aufstieg aus der División de Honor Plata in die División de Honor, Spaniens höchste Spielklasse. Unter Trainer Alfredo Castillo war das Team dort erfolgreich. Nachdem die Mannschaft in der Saison 1983/1984 im Halbfinale der Copa del Rey stand, konnte sie in der Spielzeit 1984/1985 des Europapokals der Pokalsieger antreten. Der Verein gehörte im Jahr 1984 zu den Gründungsmitgliedern der Asociación de Clubes Españoles de Balonmano (Asobal). Nach der Saison 1988/1989 der Liga Asobal stieg das Team in die zweite Liga ab. Auf den Wiederaufstieg im Jahr 1990 folgte nach der Saison 1990/1991 erneut der Abstieg. Wegen wirtschaftlicher Schwierigkeiten musste der Verein direkt in die Primera Nacional, die dritte Liga des Landes, absteigen; das Startrecht für die zweite Liga wurde an Cadagua Galdar de Gran Canaria abgetreten. 1995 gelang der Aufstieg in die División de Honor Plata, das Team stieg aber nach der Saison 1995/1996 wieder ab in die dritte Liga. Im Jahr 2003 erwarb der Verein das Startrecht der Fundación Granollers für die zweite Liga, in der man dann bis zum Ende der Saison 2007/2008 antrat. Auch diese Spielzeiten waren von wirtschaftlichen Problemen begleitet. Im Jahr 2010 wurde der Verein aufgelöst und mit Balonmano Puerto Cruz San Telmo zum Verein Balonmano Tenerife Puerto Cruz fusioniert.

## Name
Der Sponsorname Corona stammte von einem Tabakkonzern. Der Name Tres de Mayo bezieht sich auf den 3. Mai, den Tag der Gründung der Siedlung Santa Cruz de Tenerife durch spanische Eroberer.

## Spieler
Zu den bekannten Spielern zählten Einar Þorvarðarson, „Pepe“ Rescaño, Jan Rönnberg, Claes Hellgren, Björn Jilsén, „Pepe“ Rosell, Alberto Latorre und „Tini“ Marrero.

## Halle
Der Verein bestritt seine Heimspiele im Palacio de Deportes de Tenerife.